# Bitwa pod Nà Sản

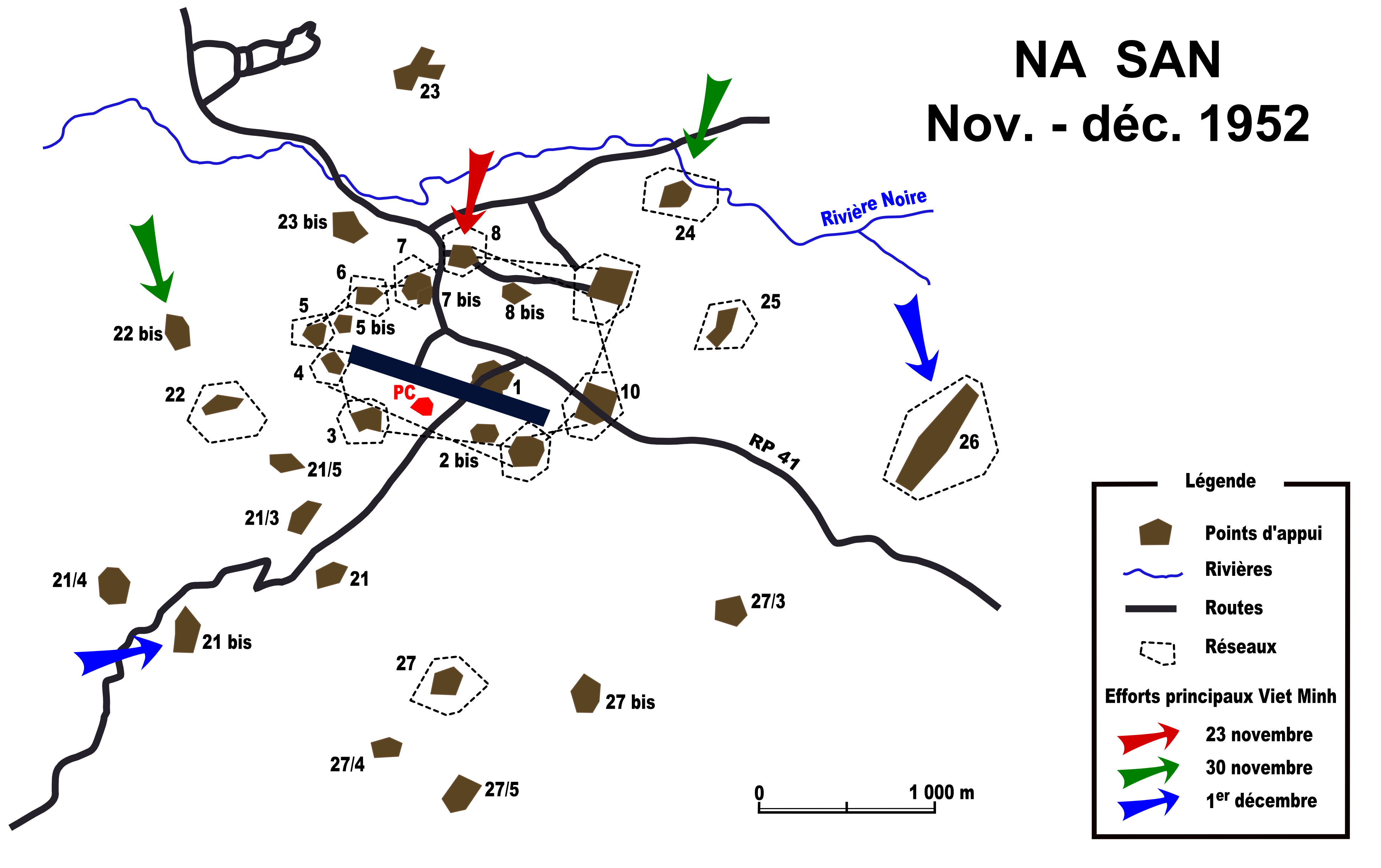
Schemat przedstawiający rozmieszczenie poszczególnych francuskich punktów oporu wokół Nà Sản

Bitwa pod Nà Sản – starcie zbrojne, które miało miejsce podczas I wojny indochińskiej pomiędzy wojskami francuskimi a Việt Minhem w dniach od 23 listopada do 2 grudnia 1952 roku, w okolicach doliny Nà Sản, w prowincji Sơn La, w północnym Wietnamie.
W połowie października 1952 roku oddziały Việt Minhu dowodzone przez generała Võ Nguyên Giápa rozpoczęły zmasowany atak skierowany na południe. Głównodowodzący wojsk francuskich w Indochinach, generał Raoul Salan podjął decyzję o ewakuacji wojsk znajdujących się na północy za Rzekę Czarną, jednocześnie wydając rozkaz ufortyfikowania doliny Nà Sản, gdzie planował odeprzeć wietnamską ofensywę. Istniejący tam niewielki posterunek wojskowy wraz z pasem startowym został otoczony szeregiem samodzielnych punktów oporu, które połączono ze sobą okopami i zasiekami. Dowodzenie nad wojskami stacjonującymi w Nà Sản otrzymał generał Jean Gilles.
Na początku listopada Francuzi przeprowadzili atak pomiędzy Rzeką Czerwoną i Czarną (operacja Lorraine), który opóźnił natarcie generała Võ. 23 listopada pod Nà Sản doszło do pierwszego starcia z oddziałami Việt Minhu. Przez następne dni siły wietnamskie ponawiały atak z różnych kierunków. 1 i 2 grudnia odbyła się właściwa część ofensywy, która jednak zakończyła się niepowodzeniem. Ważną rolę w zwycięstwie wojsk francuskich odegrała artyleria polowa oraz wsparcie z powietrza, bez którego, jak stwierdził po bitwie generał Salan, niemożliwe byłoby zwycięstwo pod Nà Sản.